# Joaquín Bonet y Amigó
Joaquín o Joaquim Bonet y Amigo, I barón de Bonet (Barcelona, España, 7 de julio de 1852- Barcelona, 14 de septiembre de 1913) fue un obstetra, catedrático, político y financiero español. Fue rector de la Universidad de Barcelona (1905-1913) y Senador del Reino (1901-1913).

## Biografía
Nacido el 7 de julio de 1852 en el número 2 de la calle Arc de Sant Vicenç de Barcelona, en el seno de una familia burguesa. Su padre, Joaquín Bonet y Vinyals, fue profesor (1850-1887) y director (1869-1872) de la Escuela de Náutica de Barcelona.
Se licenció en Medicina por la Universidad de Barcelona en 1874 y ese mismo año se doctoró en Madrid con la tesis Importancia y aplicaciones de la termometría clínica. El curso 1877-78 ganó por oposición la cátedra de Obstetricia de la Universidad de Barcelona. En 1902 fue nombrado decano de la Facultad de Medicina y dos años más tarde fue designado rector de la Universidad de Barcelona, cargo que desempeñó hasta su muerte, en 1913. Durante su mandato impulsó el traslado de la Facultad de Medicina del vetusto Hospital de la Santa Cruz a una nueva sede, en el Hospital Clínico, inaugurada en 1906. Durante su rectorado se inició la publicación de los Anuarios de la Universidad de Barcelona, en 1905.
En 1894 fue impulsor y primer presidente del Colegio de Médicos de Barcelona, creado para evitar el intrusismo profesional. Bonet fue activo defensor de la colegiación médica obligatoria, al contrario de la mayoría de sus colegas de la época. En 1885 ingresó en la Real Academia de Medicina de Cataluña, que presidió durante tres mandatos, de 1905 a 1910.
Médico de gran prestigio social, fue el obstetra de la alta sociedad barcelonesa de la época. Fue uno de los pioneros españoles en la práctica de la ovariotomía y la cesárea. Sus investigaciones científicas se centraron en combatir la infección puerperal, y a este asunto dedicó su conferencia de ingreso en la Real Academia de Medicina, bajo el título Antisepsia puerperal, en 1885. Entre sus obras destacan también Las alteraciones psicopáticas durante el embarazo y responsabilidad de las embarazadas, ponencia presentada en el Primer Certamen Frenopático Español, en 1883, y La práctica ginecológica de antaño y la de hogaño, discurso leído en la sesión inaugural de la Academia de Medicina, en 1896. Tuvo un papel activo como divulgador, siendo fundador y codirector de la Gaceta Médica Catalana en 1881. Publicó también en el Boletín del Ateneo, La Enciclopèdia, el Boletin de la Academia de Higiene y el Boletín Clínico de la Casa de Salud del Pilar.
Formó parte del Consejo General de la Exposición Universal de Barcelona de 1888, siendo el organizador del Congreso Internacional de Ciencias Médicas de Barcelona, celebrado en paralelo.
Al margen de la medicina, se involucró también en el mundo de los negocios, en especial los financieros, como presidente del Banco de Préstamos y Descuentos de Barcelona. Así mismo, fue consejero en varias empresas, como la Compañía de ferrocarriles Medina-Orense-Vigo y de la Real Compañía de Canalización y Riegos del Ebro.
Estrecho amigo del Conde de Romanones, fue miembro del Partido Liberal y cuatro veces senador por la Universidad de Barcelona, entre 1901 y 1913.
Se casó en 1876 con la costarricense Jacoba Mestre de Peralta, con la que tuvo dos hijas y un hijo, Joaquín Bonet y Mestre, quien heredó la baronía y ejerció de tocólogo. Falleció el 4 de septiembre de 1913, víctima de un proceso bronquítico que le provocó una insuficiencia cardiorrespiratoria.

## Reconocimientos
Su amplia trayectoria como político y médico de la alta sociedad le fue reconocida en 1901 por el rey Alfonso XII, quien le concedió el título de Barón de Bonet. Recibió, así mismo, la gran cruz de la Orden de Alfonso XII, la gran cruz de la Orden de Isabel la Católica, la gran cruz de la Orden del Mérito Naval y las medallas de oro y de plata de Alfonso XIII.